# 卡馬塔瓜市

卡馬塔瓜市（西班牙語：Municipio Camatagua），是委內瑞拉的一個市，位於該國北部阿拉瓜州，首府設於卡馬塔瓜，面積780平方公里，2007年人口17,674，人口密度為每平方公里23人。